# Regierungsbezirk Köln
Regierungsbezirk Köln är ett av fem regeringsområden i det tyska förbundslandet Nordrhein-Westfalen och är beläget på ömse sidor om Rhen. 

## Geografi
Regeringsområdet Köln ligger i sydvästra delen av förbundslandet. I norr gränsar det till regeringsområdet Düsseldorf. I öster gränsar det till Regierungsbezirk Arnsberg. I söder gränsar det till Rheinland-Pfalz. I väster till Nederländerna och Belgien.

## Historia
Regierungsbezirk Köln grundades 1816 som ett regeringsområde i den preussiska Rhenprovinsen. År 1905 hade det en yta på 3 978 km² 1 141 898 invånare (1905), av vilka 200 749 (17,6 procent) var protestanter, 920 839 (80,6
procent) katoliker och 16 260 judar. Området var delat i 13 kretsar. 
Efter Nazitysklands nederlag i andra världskriget 1945 hamnade regeringsområdet i den Brittiska ockupationszonen. Bär Preussens upplöstes 1947 blev Regierungsbezirk Köln ett regeringsområde i det nygrundade förbundslandet Nordrhein-Westfalen.

## Distrikt och distriktsfria städer

### Distrikt
- Aachen
- Düren
- Euskirchen
- Heinsberg
- Oberbergischer Kreis
- Rheinisch-Bergischer Kreis
- Rhein-Erft-Kreis
- Rhein-Sieg-Kreis

### Distriktsfria städer
- Aachen
- Bonn
- Köln
- Leverkusen

## Källa
1. ↑  GeoHive - Nordrhein-Westfalen Arkiverad 19 april 2015 hämtat från the Wayback Machine.

Den här artikeln är helt eller delvis baserad på material från Nordisk familjebok, Köln, 1904–1926.